# 中和抗体

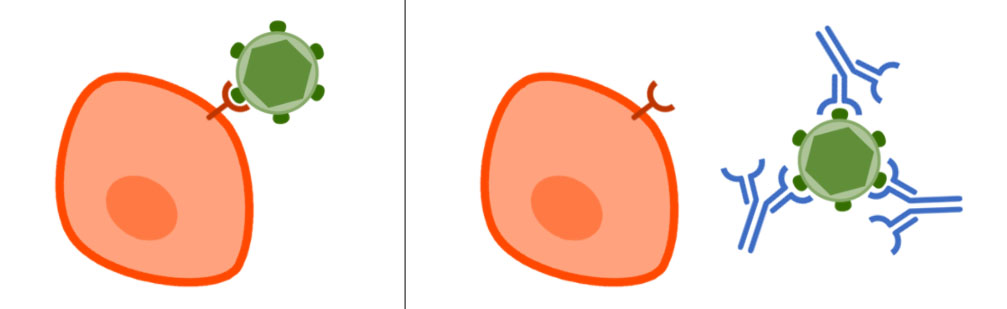
用抗体覆盖病毒抗原，可降低病毒感染性和致病性。右图显示：与病毒结合的中和抗体可阻止病毒进入细胞。（红色为细胞、墨绿为病毒、蓝色为中和抗体）

中和抗体（neutralizing antibody，NAb）是一种用于防止细胞被某种抗原（感染原、毒素）侵害，能与之特异性结合并发挥中和作用，而具有保护力的抗体。
中和抗体的原理是通过与感染性粒子的表面结构（抗原）特异性结合，阻止乃至中和粒子与其可能感染和破坏的宿主细胞相互作用。由中和抗体引起的免疫称为消除性免疫（sterilizing immunity），因为免疫系统会在任何感染发生之前消除传感染性粒子，并对无突变的感染粒的再感染，产生完全抵抗力。
例如白喉抗毒素，就是通过中和白喉棒状杆菌制造的外毒素的生化作用，来达到治疗作用。又如新冠病毒靠刺突蛋白上的受体结合域（receptor binding domain，RBD）与人体细胞膜蛋白血管紧张素转化酶2结合以进入细胞，若某抗体具有与此受体结合域正确位点结合，且使病毒无法进入细胞而失去感染力，则此抗体称为中和抗体，意味能中和病毒的毒力。
在自然情况下，中和抗体的生成主要是对抗病毒感染，由病毒表面的包膜蛋白或衣壳蛋白刺激宿主所产生。中和抗体的类型可以是IgG，IgM，或sIgA；其机制是与“宿主细胞表面的病毒受体（如上述ACE2）”竞争“病毒抗原表位（如上述RBD）”，以阻止病毒吸附，接着巨噬细胞会吞噬此抗体与病毒免疫复合物而清除之。

## 中和方法
大多数的抗体都是通过与抗原结合，激发白细胞来处理抗原所在的外来物，并最终将其消灭。而中和抗体和结合抗体的区别在于，前者中和抗原的生化作用，而后者则与之结合变成一种有待处理的标志。这其中的差异可以用β干扰素来说明：

“抗体可以仅仅与β干扰素或者醋酸格拉替雷结合后不会影响其作用，此时是结合抗体；又或者可以阻止或者中和它们的生化活性，此时是中和抗体。”——马克·S·弗里德曼（医学）硕士
这个差别使得中和抗体可以抵抗攻击免疫系统的病毒，因为除了需要生产这种抗体之外，白细胞不需要接触并处理这些病毒，在这个前提条件下，中和抗体就可以使病毒失去活性。

## 现代测试
中和抗体展示出了可以用于治疗逆转录病毒感染的这种潜在能力，而医药专家和研究人员也已经展现了影响生产该类型抗体的基因编码，是如何帮助抵御损害免疫系统的感染的。他们以HIV作为此类抗体可以治疗的示范目标。近期也报道了能对抗流感的强效广谱人类中和抗体（如CR6261），并建议了可能可行的策略，以生产可以提供终身免疫保护的改善疫苗。另一种与中和抗体量产有关的疾病是多发性硬化症及其造成的残疾，其中中和抗体对后者的作用被证明是有限的。这种改善型的治疗并不是新发明，在1998年美国国家多发性硬化症协会发表的共识声明就建议通过治疗来缓解这些症状
| 疾病         | 进展                                           | 是否已应用 |
| ------------ | ---------------------------------------------- | ---------- |
| 多发性硬化症 | 尽管目前有一定的进展，但在制药上存在一些困难。 | 是         |
| HIV          | 研究发现中和抗体有可能可以阻止病毒的感受器。   | 否         |

### 制药问题
尽管中和抗体可以与逆转录病毒对抗，然而在某些情况下反而会攻击原本用于治疗多发性硬化症的药物。重组蛋白药物，尤其是那些从动物身上提取改造的，通常都是中和抗体的作用目标。例如药物Rebif、Betaseron以及Avonex等。

## 引用
1. ↑  Mike Recher;  et al. . Nature Immunology. 8 August 2004  [2009-07-30]. （原始内容存档于2011-08-29） –Nature.com.
2. 1 2 3 4  Julia Stachowiak. . About.com. August 15, 2008  [13 June 2009]. （原始内容存档于2010-05-04）.
3. ↑  . Biology-Online. 2008  [2009-07-04]. （原始内容存档于2018-07-08）.
4. ↑  . McGraw-Hill.   [2009-07-04]. （原始内容存档于2011-09-27）.
5. 1 2  Freedman, Mark S. . Medscape. August 30, 2003  [2009-08-04]. （原始内容存档于2013-03-10）.
6. ↑  Satiago, Mario L.; Mauricio Montano; Robert Benitez; Ronald J. Messer;  et al. . Science Magazine (AAAS). 2008  [2009-07-04]. （原始内容存档于2009-02-05）.